# بارك سو يي
بارك سو يي (بالكورية: 박소이)‏ هي ممثلة كورية جنوبية، ولدت يوم 12 مارس 2012 في إنتشون في كوريا الجنوبية.

## روابط خارجية
- بارك سو يي على موقع IMDb (الإنجليزية)
- بارك سو يي على موقع قاعدة بيانات الفيلم (الإنجليزية)